# Форка (Асколи Пичено)
Форка (итал. Forca) насеље је у Италији у округу Асколи Пичено, региону Марке.
Према процени из 2011. у насељу је живело 37 становника. Насеље се налази на надморској висини од 783 м.